# Орна Дац
Орна Дац (рођена Коен; хебр. אורנה דץ, романизовано Orna Datz; Холон, 10. мај 1964) израелска је певачица, глумица и телевизијски водитељ. 

## Биографија
Орна је рођена и одрасла у Холону, граду у централном делу Израела где је завршила и школовање. Године 1981. изабрана је за „Мис Холона”, што јој је донело место на истом такмичењу на националном нивоу. Годину дана касније започела је служење војног рока у Војсци Израела где је полеа да се бави музиком, певајући у војном бенду. Први јавни наступ имала је 1985. као пратећи вокал Јардене Арази, на националном предизбору за Евровизију. Исте године удала се за музичара Мошу Даца, а пар је убрзо почео и са заједничким наступима као Дуо Дац.
Дует је врхунац популарности доживео представљајући Израел на Песми Евровизије 1991. у Риму, са песмом Kan (у преводу Овде) која је такмичење завршила на високом трећем месту са 139 освојених бодова. Група је током тридесетак година постојања објавила више од десет албума. 
Године 2001. Орна је започела каријеру телевизијског водитеља. Након развода од првог супруга 2006. започиње соло каријеру, а исте године издаје и први студијски албум који не наилази на неке запаженије критике. Године 2019. играла је у израелској верзији мјузикла Mamma Mia!.
Године 2013. удала се за адвоката Арона Роса са којим живи у Рамат Гану. Из првог брака има два сина. 